# TSV Heusenstamm
Maillots
Dernière mise à jour : 12 avril 2011.
Le TSV Heusenstamm 1873 est un club omnisports allemand localisé à Heusenstamm, une ville à proximité d’Offenbach dans la Hesse.
Outre le Football, le club propose de très nombreuses sections variées: Aérobic, Athlétisme, Gymnastique, Handball, Jiu-jitsu, Judo, Karaté, Kickboxing, Marche nordique, Natation, Taekwondo, Volley-ball, Yoga, mais aussi une fanfare.

## Histoire (football)
Le TV Heusenstamm fut fondé en 1873.
Sa section football vit le jour le 8 décembre 1906 au local appelé "Zum Parlament" sous le nom de Fussballriege des TV 1873 Heusenstamm. En 1907, ce nom devint Spielriege des TV 1873 Heusenstamm. Le premier terrain se situa à un endroit appelé "Waldesruhe".
Avec l’amélioration de l’équipe, celle-ci fut inscrite à partir de 1910, dans la C-Klasse des compétitions de la Verband Süddeutscher Fußball-Vereine (VSFV). Elle y évolua jusqu’au déclenchement de la Première Guerre mondiale.
Lorsque les compétitions reprirent en 1919, la section football du TV Heusenstamm s’installa dans la Obertshäuser Strasse là où se situe de nos joueurs la zone résidentielle "Am Goldberg".
À la suite du nouveau découpage des ligues, le club joua en A-Klasse où il remporta le championnat de sa « Gau » en 1920 face au Teutonia Hausen. Le club monta alors dans cette ligue mais n’y eut pas de succès et revint en A-Klasse en 1922.
En 1923, à la suite de la séparation avec la Gymnastique, la section Football devant Le SV 06Heusenstamm.
En 1928, le club remporta le « Südmainkreismeisterschaft ». Les associations de football SV 06 et FV 1919 s’unirent le 11 octobre 1928 pour former le Fussballsportverein 1906 Heusenstamm ou FSV 1906 Heusenstamm.
En 1930, le FSV 1906 Heusenstamm remporta de nouveau le "Südmainkreismeisterschaft" mais manqua la montée dans la plus haute ligue régionale. Elle fut acquise la saison suivante.
Pour sa première saison, durant la première partie de la saison, le cercle se plaça au 4e rang derrière les grands du football de cette région, l’Eintracht Frankfurt, le FSV Frankfurt et les Kickers Offenbach. Les matches retour furent moins brillants et le cercle ne put éviter la descente. En 1934, le FSV 1906 Heusenstamm fut champion de la Bezirk Main-Taunus, mais ne parvint pas à décrocher une place montante cers la Gauliga Hessen, une ligue créée en 1933 sur l’exigence des Nazis dès leur arrivée au pouvoir.
En 1934, le cercle s’installa sur le site où il évolue encore de nos jours à la « Alte Linde ».
En 1941, le club remporta une nouvelle fois le championnat de la « Südmainkreis ».
Durant la Seconde Guerre mondiale, les activités sportives s’arrêtèrent dans la localité. À l’issue du conflit, la situation n’était pas très brillante. Plusieurs joueurs avaient soit arrêté la pratique, soit avaient perdu la vie au combat ou  étaient prisonniers de guerre. Les installations sportives étaient détruites à la suite des bombardements alliés.
En 1945, le club fut dissous par les Alliés, comme tous les clubs et associations allemands (voir Directive n°23). Dans la localité d’Heusenstamm un grand club unifié fut reconstitué, le TSV Heusenstamm 1873. L’ancien FSV 1906 Heusenstamm en devint la section football.
En 1949, le TSV Heusenstamm 1873 remporta sa série de A-Klasse et monta en Bezirksklasse.
Dans les années qui suivirent le cercle joua la tête en 2. Amateruliga Hessen, une ligue alors située au 4e rang de la hiérarchie.
En 1958, le TSV Heusenstamm, sous la consuite de l’entraîneur Kurt Schreiner, remporta sa série et réussit lors du tour final à décrocher sa place en 1. Amateurliga Hessen.
En 1961, le cercle participa au tour final pour la montée en 2. Oberliga Süd mais échoua à la deuxième place derrière le 1. FC Hassfurt.
Le club resta en 3e niveau jusqu’en 1964. Ensuite, il fut relégué en Gruppenliga. Cinq ans plus tard, il recula en Bezirksliga. Remonté en 1972, le TSV Heusenstamm 1873 redescendit dix ans plus tard vers la Bezirksklasse.
En 1988, le club recula encore vers la A-Klasse. Il dut attendre 1997 pour connaître une promotion et accéder à la Bezirksoberliga.
En 2000, le TSV Heusenstamm fut relégué en Bezirksliga Offenbach.
En 2010-2011, l’équipe Premières de football du TSV Heusenstamm 1873 évolue en Kreisoberliga Hessen, Offenbach, soit le 8e niveau de la hiérarchie de la DFB.

## Sources et Liens externes
- Website officiel du TSV Heusenstamm 1873
- Portail de la section football du TSV Heusenstamm 1873
- Archives des ligues allemandes depuis 1903
- Base de données du football allemand
- Actualités et archives du football allemand
- Site de la Fédération allemande de football